# Sherzaman Taizi
Sherzaman Taizi, Paschtu: شېر زمان طايزي‎, (* 3. November 1931 in Pabbi, Nowshera Distrikt, Nordwestliche Grenzprovinz, Britisch-Indien; † 22. Dezember 2009) war ein paschtunischer Schriftsteller und Mitarbeiter des pakistanischen Geheimdienstes.

## Leben
Taizi war von 1949 bis 1954 im Royal Army Service Corps als Angestellter tätig, anschließend war er von 1954 bis 1977 beim pakistanischen Geheimdienst, von 1979 bis 1980 als Verbindungsoffizier für Afghanische Flüchtlinge in Peschawar. Während seiner Geheimdiensttätigkeit war er mehr als 15 Jahre in den Stammesgebieten unterwegs und hat jedes der zuständigen Büros besucht. Mehr als sieben Jahre war er in der pakistanischen Botschaft in Kabul tätig.
Von 1980 bis 1991 war er für das UNHCR als Programmdirektor tätig. Von 1991 bis 1995 war er stellvertretender Herausgeber der Tageszeitung Frontier Post in Peschawar und von 1996 bis 1997 für ein Bildungsprojekt der BBC in Peschawar Herausgeber der dreisprachigen Zeitschrift New Home New Life.
Zuletzt war er Vizepräsident einer Organisation zur Unterstützung von Frauen in Stammesgebieten und auch Chefredakteur der zweisprachigen, vierteljährlichen Zeitschrift Neway Zhwand (Neues Leben) dieser Organisation.
Er erwarb einen Master of Arts in Paschtu und absolvierte ein PhD-Studium an der Universität Peschawar. Seine englischsprachige Doktorarbeit handelte von der „Saur-Revolution (1978) – die Kommunistische Revolution, die im April 1978 stattfand“.

## Literarische Bedeutung
In paschtunischen Literaturkreisen war Taizi auch unter seinem Pseudonym Ghamzhan bekannt, das er allerdings zugunsten seines Familiennamens Taizi schon lange nicht mehr benutzte. Taizis Forschungsbeiträge in englischer Sprache, speziell über afghanische Angelegenheiten, waren international anerkannt. Das wissenschaftliche Zentrum der Region, die Universität Peschawar, betrachtete seine Zugehörigkeit als Gewinn und seine Beiträge über paschtunische Literatur, zum Wissen über Afghanistan sowie seine zahlreichen Schriften in Paschtu, Urdu und Englisch als hochwillkommen.
Eine Biographie Taizis wurde im Jahr 2000 von Khurshid Iqbal Khattatk vorgelegt.

## Werke (Auswahl)

### In Paschtu veröffentlichte Werke
- Warsho (Gedichte)
- Soma (Gedichte)
- Gulpana (Drama)
- Shpelae (Kurzgeschichten)
- Gul Khan (Roman)
- Amanat (Roman)
- Rahman Koroona (Roman)
- Ghunday (Roman)
- Wade o’ n’ sho (Roman)
- Nara Zheba (wissenschaftliches Werk in Paschtu)
- Novel: Hunan au Safar (wissenschaftliches Werk über die Eigenschaften von Romanen)
- Da Pukhto Leekdod: Yao Sarsari Jaj (Wissenschaftliches Werk in Paschtu (Script))
- Suqut-e-Afghanistan (Übersetzung von Englisch nach Paschtu – Der Fall Afghanistans von Samad Ghaus)

### In englischer Sprache veröffentlichte Werke
- Polar Bear (Übersetzung von paschtunischen Gedichten von Mohammad Hasham Zamani)
- The Pukhtun’ Unity (Übersetzung aus dem in paschtunischer Sprache erschienenen Werk Qami Wahdat von Mohammad Afzal Khan, einem ehemaligen Minister)
- Abad Khan: The Lost Ring of the Chain (Übersetzung aus der Sprache Urdu von Anwar Khan Deewana)
- Rahman Baba: the Outstanding Painter of Thoughts
- The Saur Revolution (wissenschaftliches Werk über die Kommunistische Revolution des Jahres 1978 in Afghanistan)
- Afghanistan: From Najib to Mojaddedi (zwei Bände)
- Afghanistan: A Clash of Interests,
- Afghanistan: Two Governments and Three Capitals,
- Afghanistan: Drug Menace in Central Asia,
- Afghanistan: Landmine Menace in Afghanistan
- Bare-foot in Coarse Clothes (Übersetzung aus der Sprache Dari; von Dr. Mohammad Hasan Scharq, ehemaliger Premierminister Afghanistans)
- Bacha Khan in Afghanistan,
- Terrorist Attacks in USA and US Attack on Afghanistan.
- Secret Plans and Open Faces (Übersetzung aus der Sprache Paschtu; Pate Tautiye, Barbande Tsere von Hekmatyar)
- Dispute between Iran and Afghanistan on the issue of Hirmand River (Übersetzung aus dem Persischen: von Gholam-Reza Fakhari, Tehran; 1993)
- Nights in Kabul (Übersetzung aus der Sprache Dari, von General Umarzai)
- Causes of the Fall of the Islamic State of Afghanistan under Ustad Rabbani in Kabul (Übersetzung aus der Sprache Dari: von Syed ‘Allam-ud-Din Atseer)
- General Elections in Afghanistan 2005.

### In Paschtu und Englisch veröffentlichte Werke
- The Mother Tongue (Moranae Zheba).

| Personendaten    | Personendaten                                                         |
| ---------------- | --------------------------------------------------------------------- |
| NAME             | Taizi, Sherzaman                                                      |
| ALTERNATIVNAMEN  | Ghamzhan (Pseudonym)                                                  |
| KURZBESCHREIBUNG | paschtunischer Schriftsteller, pakistanischer Geheimdienstmitarbeiter |
| GEBURTSDATUM     | 3. November 1931                                                      |
| GEBURTSORT       | Pabbi, Nowshera Distrikt, Nordwestliche Grenzprovinz, Britisch-Indien |
| STERBEDATUM      | 22. Dezember 2009                                                     |